# 스카니아 옴니시티

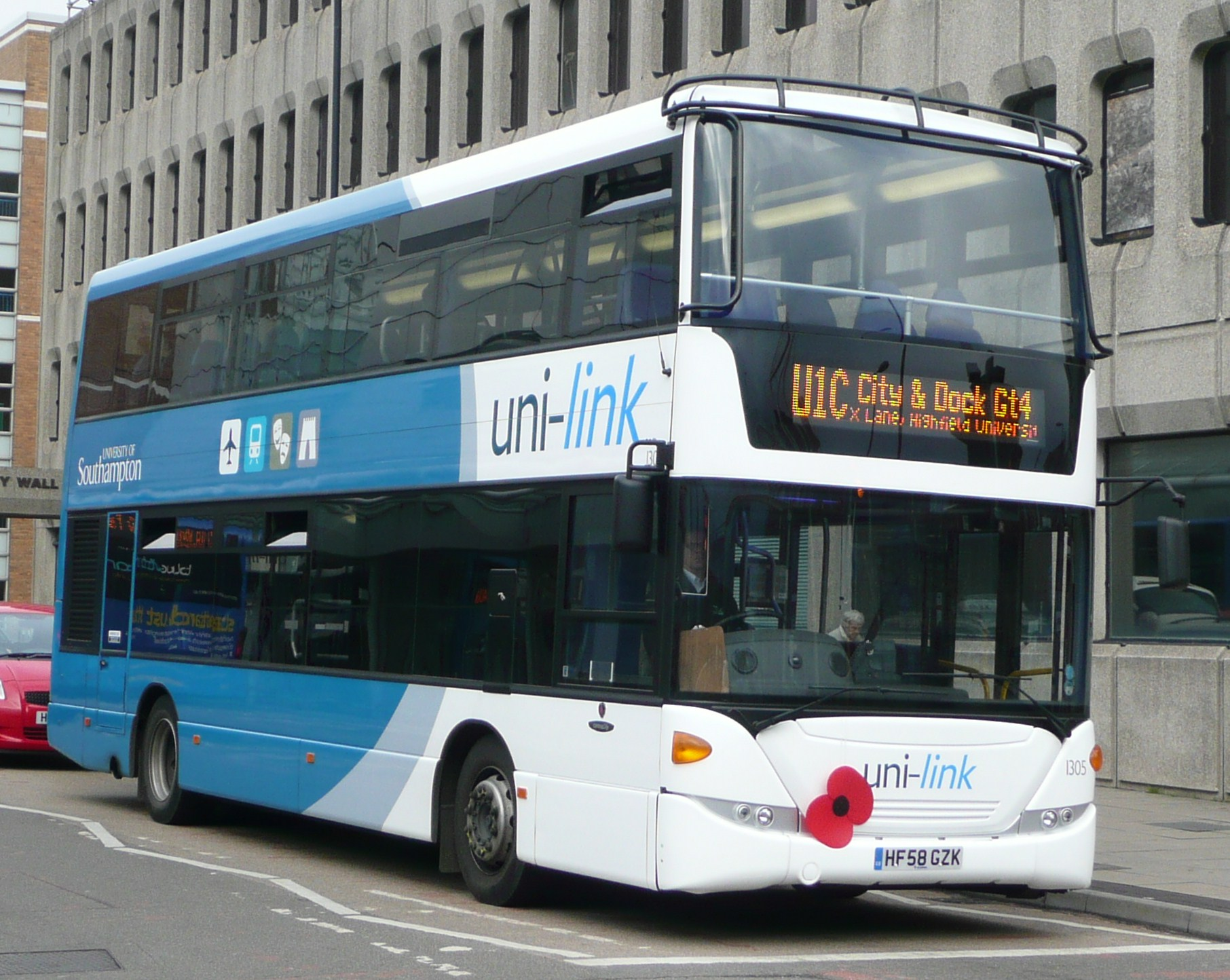

스카니아 옴니시티는 스카니아사에서 만들었던 가로로 엔진이 구축된 버스차종을 가리킨다. 대한민국에서는 상진운수사가 디젤 엔진형으로 보유했던 차종이기도 하다.

## 스카니아 옴니시티의 변천사
스카니아 옴니시티는 1997년에 처음으로 출시된 시내버스의 용도로 쓰이는 차종으로 스카니아 옴니링크와는 달리 저상버스, 굴절버스 외에 2층버스까지도 있는 차종이다. 1996년에 스카니아사에서 개발을 시작하여 1997년에 출시된 차종으로서 스웨덴의 캐서린 홀름에 있는 스카니아 공장과 함께 연쇄적으로 생산한 차종이다. 2004년과 2006년에는 카트린 홀름에 있는 공장에서 몇대의 테스트형 차종이 생산되었고 1999년부턴 폴란드의 스워프 스크에 있는 공장에서도 생산이 되었던 차종이다. 2007년에는 2세대가 출시되었으며 5년후인 2012년부터는 스카니아 N-시리즈와 완전통합으로 단종이 되었다. 대한민국에서는 상진운수사가 디젤 엔진형의 굴절버스를 보유했었다.

## 경쟁 차종
- 볼보버스
- 메르세데스-벤츠
- MAN SE

## 같이 보기
- 스카니아
- 버스
- 상용차
- 스카니아 버스
- 스카니아 F-시리즈
- 스카니아 K-시리즈
- 스카니아 N-시리즈
- 스카니아 옴니링크
- 스카니아 옴니익스프레스
- 시티와이드 LE/시티와이드 LF